# Proceratium brasiliense
Proceratium brasiliense är en myrart som beskrevs av Borgmeier 1959. Proceratium brasiliense ingår i släktet Proceratium och familjen myror. Inga underarter finns listade i Catalogue of Life.